# Халмуратов Уразмет
Уразмет (Уразинбет) Халмуратович Халмуратов (1900, аул Аюкамиш Амудар'їнського відділу Сирдар'їнської області, тепер Турткульського району, Каракалпакстан, Узбекистан — 1981, місто Нукус, тепер Каракалпакстан, Узбекистан) — радянський узбецький діяч, лікар, головний хірург Кара-Калпацької республіканської лікарні. Депутат Верховної ради Кара-Калпацької АРСР. Депутат Верховної ради СРСР 2—5-го скликань. Герой Соціалістичної Праці (4.02.1969)

## Життєпис
Народився в бідній селянській родині. У восьмирічному віці втратив батьків. З дванадцятирічного віку пас байську худобу.
У 1918 році добровольцем вступив до червоних партизанів, потім служив у кавалерійському полку Червоної армії, брав участь у встановленні радянської влади в Середній Азії. У 1923 році був демобілізований із армії.
Закінчив курси із підготовки до навчальних закладів у місті Турткулі, Ташкентський медичний технікум (медичне училище) та вступив на лікувальне відділення медичного факультету Середньоазіатського державного університету.
Член ВКП(б) з 1930 року.
У 1932 році закінчив лікувальне відділення медичного факультету Середньоазіатського державного університету в Ташкенті. 
З 1932 року працював головним лікарем у місті Турткуль Кара-Калпацької АРСР та хірургом Турткульської районної лікарні. Згодом став лікарем-хірургом Кара-Калпацької республіканської лікарні в місті Нукусі.
З 1938 року був заступником народного комісара охорони здоров'я Кара-Калпацької АРСР. У роки німецько-радянської війни працював у військово-лікарських комісіях.
З 1949 року — головний хірург Міністерства охорони здоров'я Кара-Калпацької АРСР.
З 1963 року працював бортлікарем санітарної авіації Каракалпацької республіканської лікарні. Виконував нагальні виклики у важкодоступні райони республіки, провів у повітрі понад 1000 годин. За 36 років роботи як хірург провів понад 1000 операцій. За довгі роки роботи підготував сотні фельдшерів, санітарок та медсестер, приділяв велику увагу підвищенню кваліфікації молодих хірургів. Автор кількох десятків брошур медичної тематики.
Указом Президії Верховної Ради СРСР від 4 лютого 1969 року «за великі заслуги в галузі охорони здоров'я радянської людини» Уразмету Халмуратову присвоєно звання Героя Соціалістичної Праці з врученням ордена Леніна та золотої медалі «Серп і Молот».
Брав активну участь у суспільному житті. Жив у місті Нукусі Каракалпацької АРСР. Помер 1981 року.

## Нагороди
- Герой Соціалістичної Праці (4.02.1969)
- два ордени Леніна (17.12.1949, 4.02.1969)
- орден Трудового Червоного Прапора (17.09.1943)
- орден Червоної Зірки (28.10.1967)
- орден «Знак Пошани» (11.01.1957)
- медаль «За трудову доблесть» (14.04.1951)
- медаль «За трудову відзнаку» (1958)
- медалі
- Заслужений лікар Узбецької РСР
- Заслужений лікар Каракалпацької АРСР